# Davor Bratić
Davor Bratić (* 25. Mai 1987 in Vukovar, SFR Jugoslawien) ist ein kroatischer Fußballspieler.

## Karriere
Bratić begann seine Karriere beim NK Vukovar ’91. Nach weiteren Stationen beim NK Solin und beim NK Vinogradar Lokošin Dol wechselte er im Sommer 2010 nach Albanien zum KF Skënderbeu Korça. Sein Debüt in der Kategoria Superiore gab er im August 2010, als er am ersten Spieltag der Saison 2010/11 gegen den KS Besa Kavaja in der Startelf stand. Zu Saisonende konnte er mit Skënderbeu Meister werden; in der folgenden Saison verteidigte er mit seiner Mannschaft den Titel.
Zur Saison 2012/13 wechselte er zum Ligakonkurrenten KS Flamurtari Vlora. Für Flamurtari absolvierte er 22 Ligaspiele, in denen er zwei Treffer erzielte. Nach einer Saison schloss er sich dem FK Kukësi an. Nachdem er bis zur Winterpause keinen Stammplatz erobern konnte, verließ er Kukësi und wechselte zum KS Kastrioti Kruja. Für Kastrioti kam er in acht Partien zum Einsatz, in denen er zwei Tore erzielen konnte.
Nach Saisonende kehrte er nach Kroatien zurück, wo er sich dem Zweitligisten NK Bistra anschloss. Seine Rückkehr währte aber nicht lange: Im Januar 2015 wechselte er nach Österreich zum fünftklassigen FC Lankowitz. Mit Lankowitz konnte er im selben Jahr in die Landesliga aufsteigen. Nach dem Rückzug des Klubs aus der Liga im Januar 2016 schloss er sich dem fünftklassigen ASK Köflach an.
Zur Saison 2016/17 wechselte er zum Regionalligisten SC Weiz. Für die Weizer absolvierte er in jener Saison 25 Spiele, in denen er drei Tore erzielte.
Zur Saison 2017/18 schloss er sich dem Zweitligisten Kapfenberger SV an. Nach der Saison 2017/18 verließ er Kapfenberg und wechselte zum viertklassigen USV St. Anna. Für St. Anna kam er zu 26 Einsätzen in der Landesliga und stieg mit dem Verein zu Saisonende in die Regionalliga auf. Daraufhin kehrte er zur Saison 2019/20 nach Kroatien zurück und wechselte zum unterklassigen NK Vuteks-Sloga Vukovar.